# Bryocamptus hiemalis
Bryocamptus hiemalis är en kräftdjursart som först beskrevs av Arthur Sperry Pearse 1905.  Bryocamptus hiemalis ingår i släktet Bryocamptus och familjen Canthocamptidae. Inga underarter finns listade i Catalogue of Life.